# Karymskoe
Karymskoe (in russo Карымское?) è un insediamento di tipo urbano della Russia, centro amministrativo del distretto Karymskij nel Territorio della Transbajkalia.
Il villaggio si trova sulla riva sinistra dell'Ingoda, 100 km a sud-est di Čita.